# Alessano
Alessano is een gemeente in de Italiaanse provincie Lecce (regio Apulië) en telt 6516 inwoners (31-12-2011). De oppervlakte bedraagt 28,5 km², de bevolkingsdichtheid is 233 inwoners per km².
De volgende frazioni maken deel uit van de gemeente: Marina di Novaglie, Montesardo.

## Demografie
Alessano telt ongeveer 2354 huishoudens. Het aantal inwoners steeg in de periode 1991-2001 met 0,1% volgens cijfers uit de tienjaarlijkse volkstellingen van ISTAT.
| Jaar | Inwoneraantal |
| ---- | ------------- |
| 1991 | 6552          |
| 2001 | 6556          |
| 2011 | 6516          |

## Geografie
De gemeente ligt op ongeveer 140 m boven zeeniveau.
Alessano grenst aan de volgende gemeenten: Castrignano del Capo, Corsano, Gagliano del Capo, Morciano di Leuca, Presicce, Salve, Specchia, Tiggiano, Tricase.

## Externe link

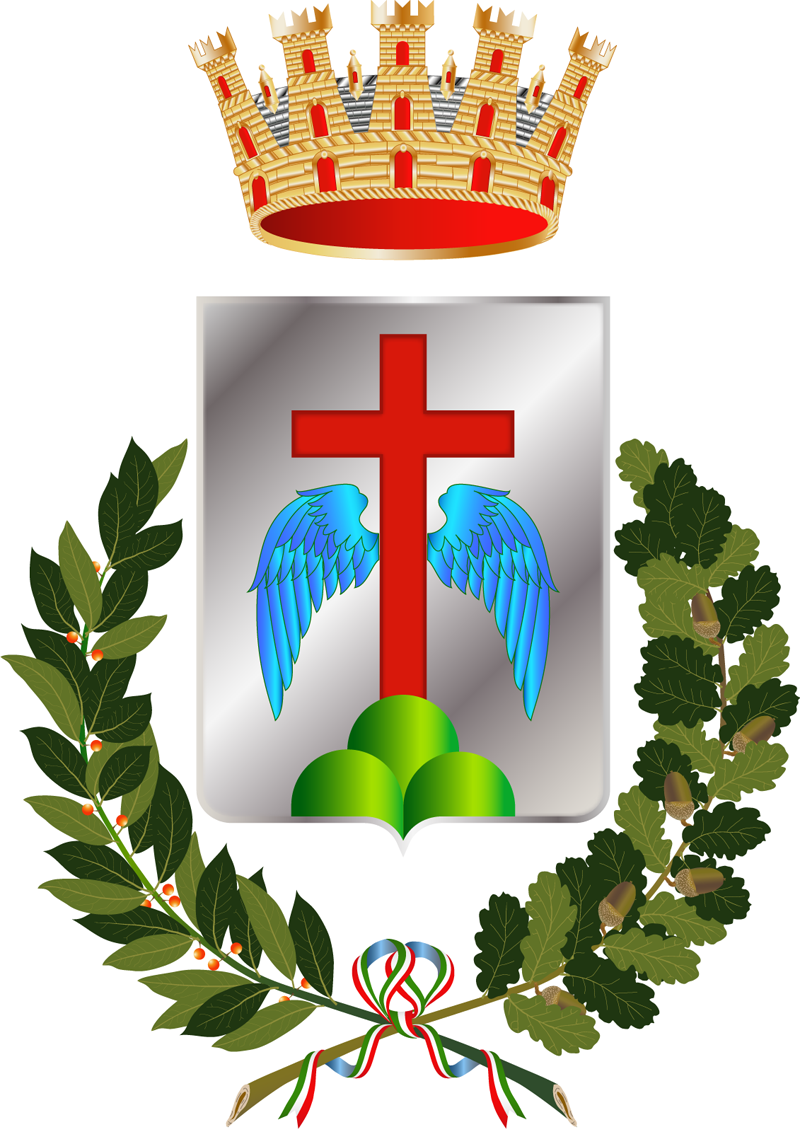
Wapen
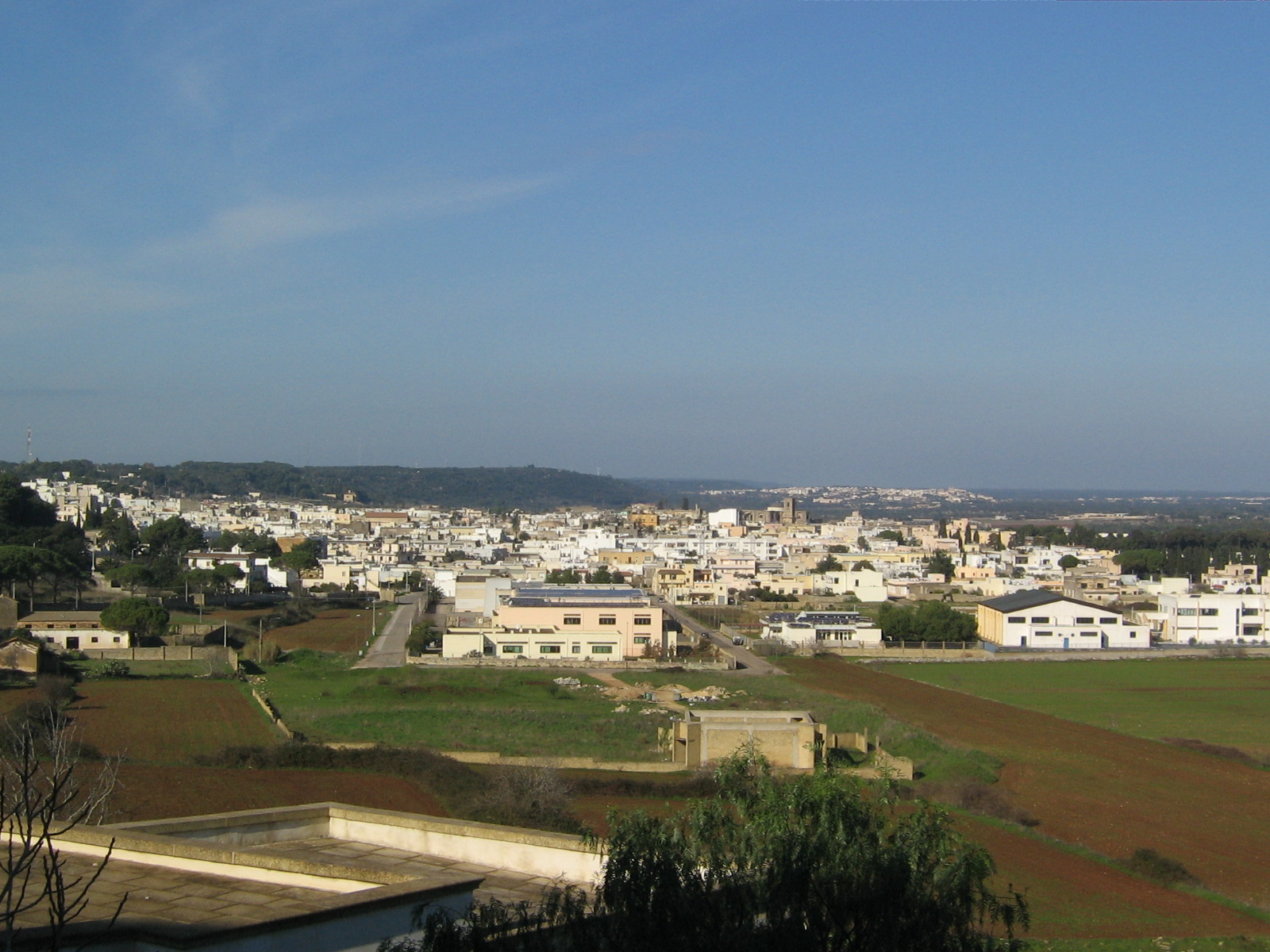
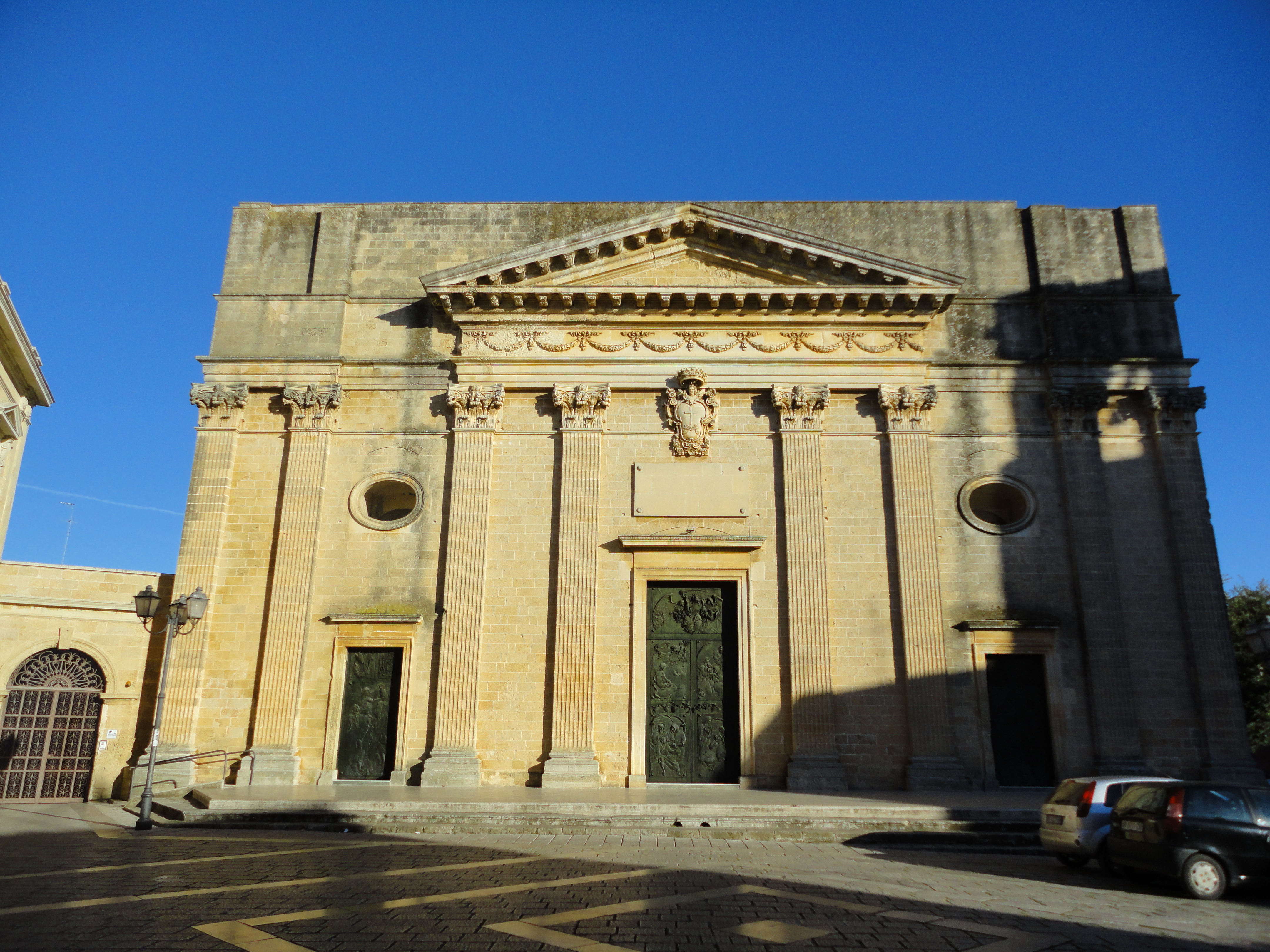
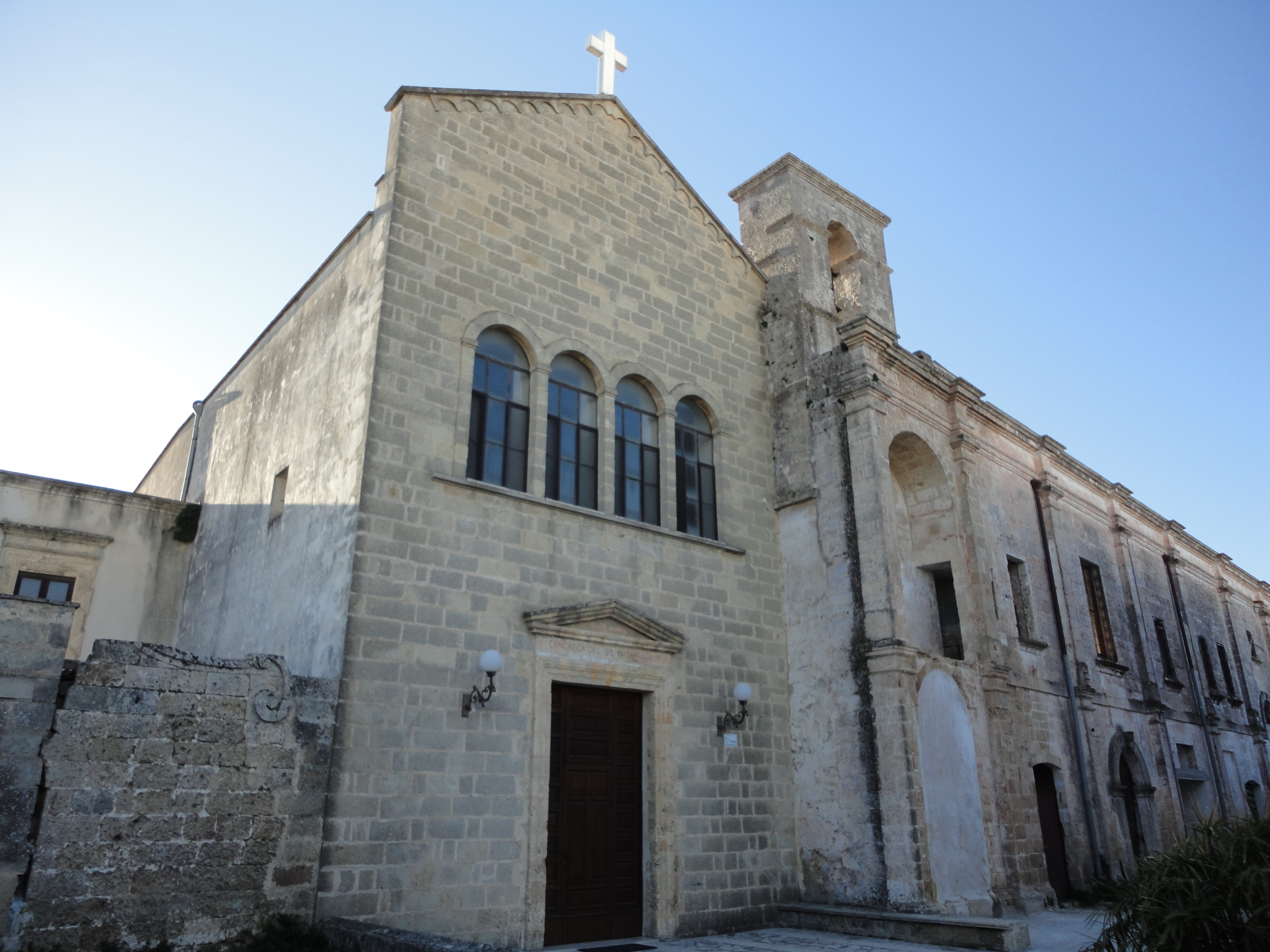
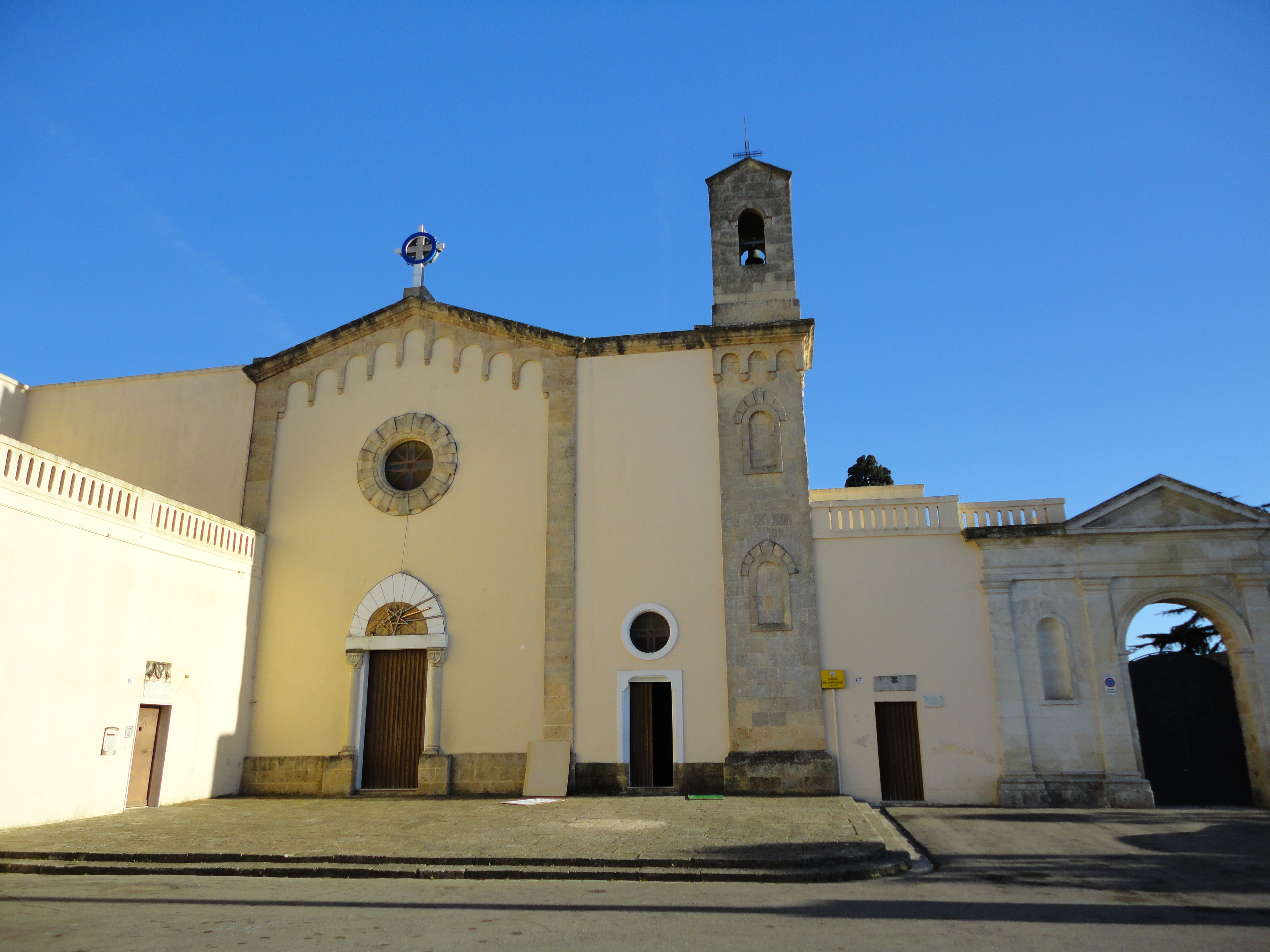
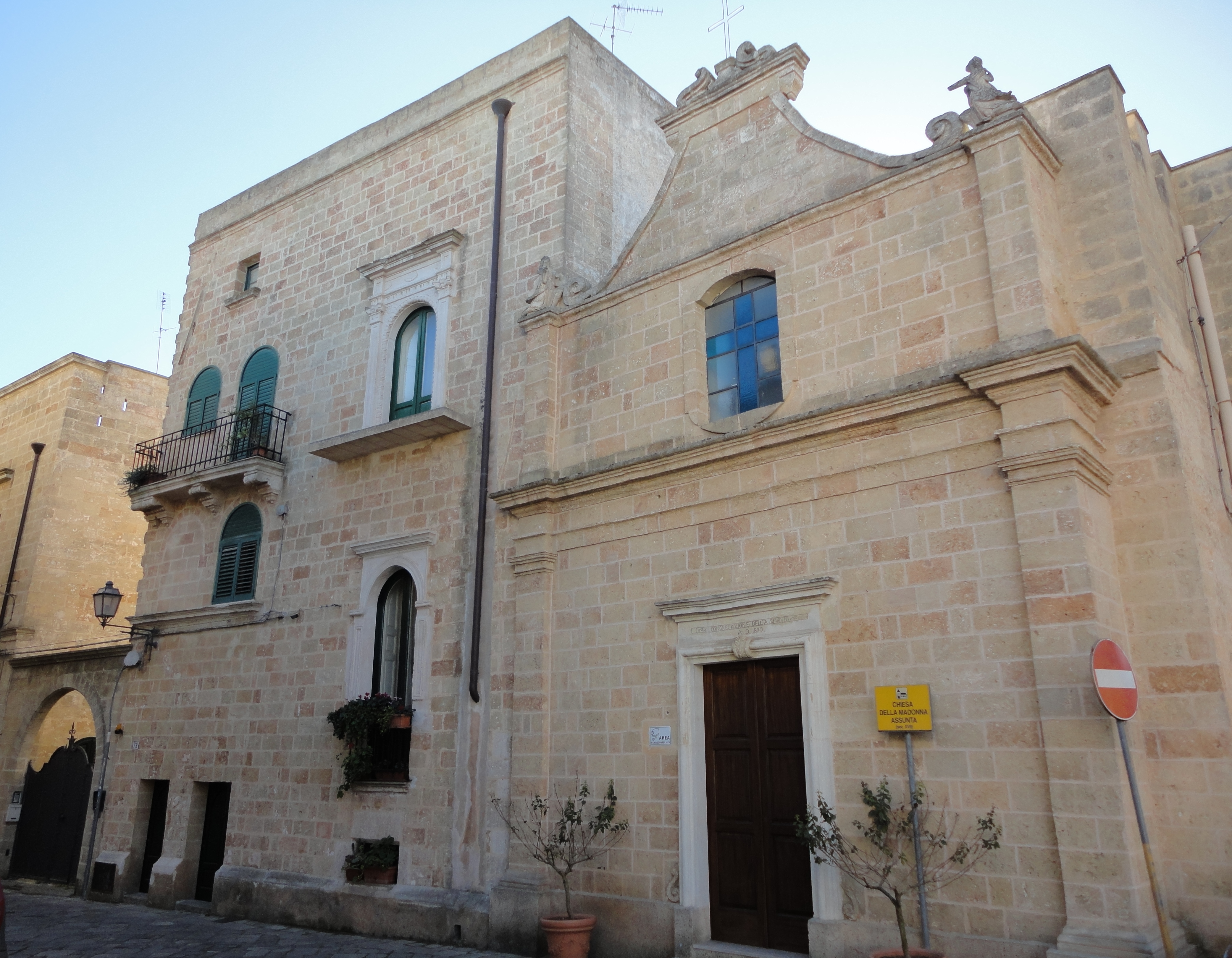
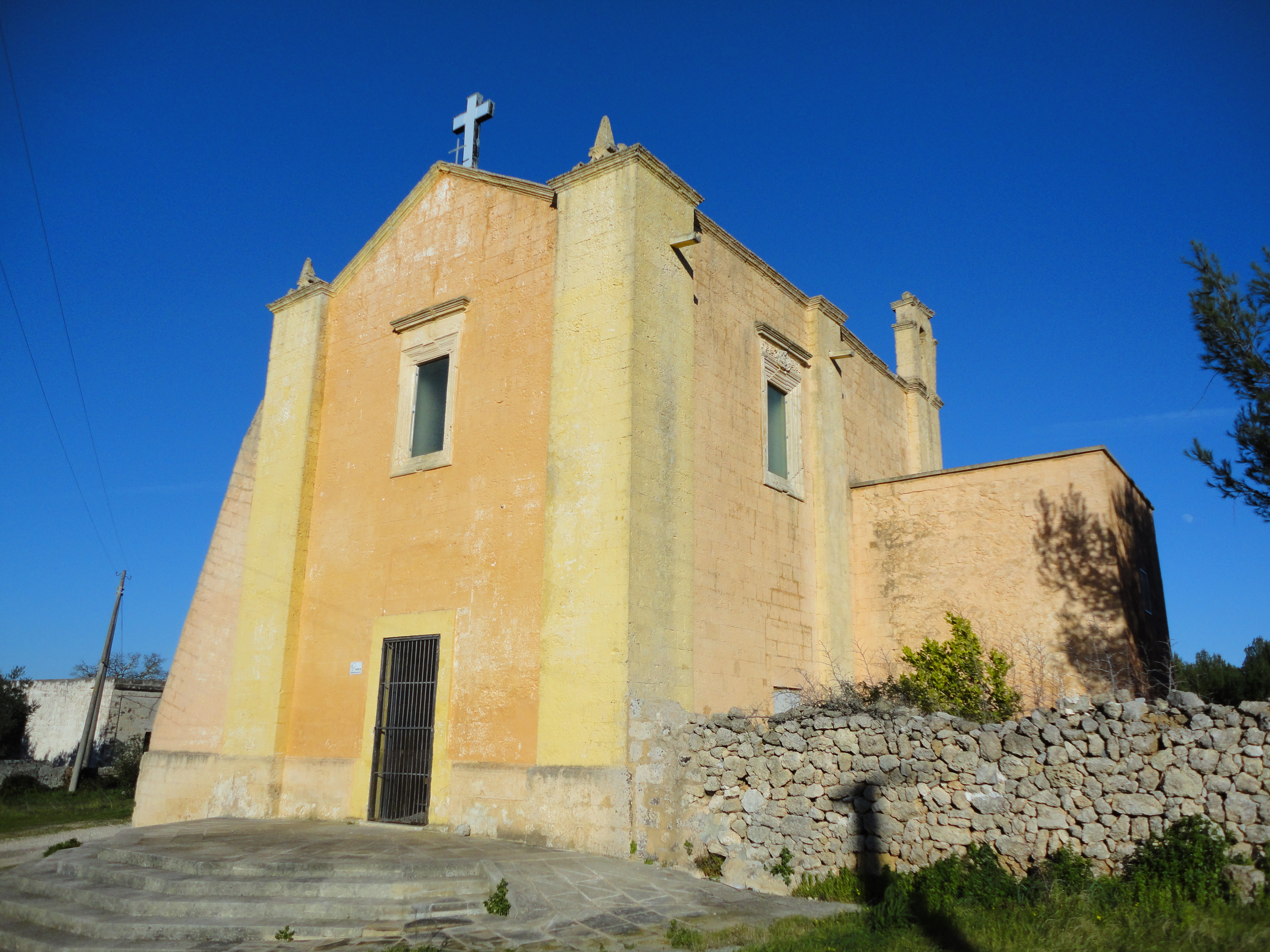